# Congrès national du Kamerun
Le Congrès national du Kamerun (CNK, en anglais : Kamerun National Congress, KNC) était un parti politique du Cameroun méridional.

## Histoire
Le CNK est fondé en 1952 à la suite de la fusion de deux partis pro-réunification, le Congrès national uni du Kamerun (CNUK) et la Fédération nationale du Cameroun (FNC).
Les dirigeants du parti comprenaient Emmanuel Mbela Lifafe.Endeley, Salomon Tandeng Muna, John Ngu Foncha et Sampson George. Cependant, Emmanuel Mbela Lifafe Endeley ayant orienté le parti vers une position pro-nigériane, John Ngu Foncha prend la tête d'un groupe dissident pour former le Parti démocratique national du Kamerun (PDNK) en 1955. Une autre dissidence conduit à la formation du Parti populaire du Kamerun (PPK).
Le KNC obtient 45 % des voix aux élections législatives de 1957, remportant six des 13 sièges et devenant le plus grand parti de la Chambre d'assemblée. Aux élections de 1959, le KNC forme une alliance avec le PPK. L'alliance recueille 37 % des voix, remportant 12 des 26 sièges, dont huit pour le CNK, mais le PDNK remporte les élections avec 14 sièges.
Le KNC et le KPP fusionnent en 1960 pour former la Convention nationale du peuple camerounais (CNPC). 